# Mu Velorum
Mu Velorum è una stella situata nella costellazione delle Vele di magnitudine apparente +2,69. Dista 116 anni luce dal sistema solare.

## Caratteristiche fisiche
La stella è un sistema binario composto da una gigante gialla di tipo spettrale G5III e da una nana gialla di classe G2V. La gigante, Mu Velorum A, con un raggio 15 volte quello solare è 115 volte più luminosa del Sole, mentre la secondaria, Mu Velorum B, di magnitudine apparente +6,4, è molto più simile al Sole di quanto non lo sia la primaria; è di sequenza principale, cioè brucia ancora idrogeno nel suo nucleo, e con una massa superiore del 20%, è 3 volte più luminosa della nostra stella. Alcuni studi approfonditi suggeriscono però che la stella sia più calda di quel che sembra, e la catalogono come di tipo F4V o F5V, con massa 1,25 volte quella solare.
La separazione media tra le due componenti è di 51 UA, ma l'alta eccentricità orbitale porta le stelle a variare la loro distanza da 8 a 93 UA, con un periodo orbitale attorno ai 138 anni.